# Saltburn, Marske and New Marske
Saltburn, Marske and New Marske est une paroisse civile du Yorkshire du Nord, en Angleterre.